# Ivor Pandur
Ivor Pandur (Rijeka, 25. ožujka 2000.) hrvatski je nogometaš. Igra na poziciji vratara. Trenutačno igra za Hull City.

## Karijera

### Klupska karijera
Svoju omladinsku karijeru proveo je u Rijeci, iz čijih je juniora prešao u prvu momčad. Prvi ugovor s prvom momčadi potpisao je 4. lipnja 2018. na tri godine. Odigrao je ukupno 20 utakmica u 1. HNL i četiri u Kupu. 1. rujna 2020. potpisao je za talijansku Hellas Veronu.

### Reprezentativna karijera
Ivor Pandur je igrao za više selekcija hrvatske mlade reprezentacije. Prvu utakmicu za reprezentaciju odigrao je 25. travnja 2015. godine. Nastupio je za hrvatsku nogometnu reprezentaciju do 15, do 17, do 18, do 19 i do 20.

## Trofeji
S Rijekom je bio doprvak 2018./2019., osvajač hrvatskog kupa 2018./2019. i 2019./2020. te doprvak superkupa 2019./2020. godine.

## Vanjske poveznice
- Profil, Hrvatski nogometni savez
- Profil, Soccerway (engl.)
- Profil, Transfermarkt (engl.)